# Giuseppe Sirtori (cacciatorpediniere)
Il Giuseppe Sirtori è stato un cacciatorpediniere (e successivamente una torpediniera) della Regia Marina.

## Storia

### La prima guerra mondiale

#### 1916-1917
Costruito tra il febbraio 1916 ed dicembre 1916, il Sirtori era capoclasse di una classe di quattro unità.
Nella notte tra il 13 ed il 14 agosto 1917 la nave lasciò Venezia unitamente alle altre unità della propria squadriglia (i gemelli Vincenzo Giordano Orsini, Francesco Stocco, Giovanni Acerbi) e ad altri sei cacciatorpediniere (Animoso, Ardente, Audace e Giuseppe Cesare Abba, che formavano una squadriglia, nonché Carabiniere e Pontiere, che formavano una sezione) per scontrarsi con un gruppo di navi nemiche, ovvero i cacciatorpediniere Streiter, Reka, Velebit, Scharfschutze e Dinara e 6 torpediniere, che avevano appoggiato un'incursione aerea contro la piazzaforte veneta (nell'attacco, portato da 32 velivoli, era stato colpito l'ospedale di San Giovanni e Paolo e vi erano stati 14 morti e circa 30 feriti). Solo l’Orsini riuscì ad avere un breve e fugace contatto con le navi austriache, che dovette tuttavia interrompere in quanto rischiava di essere mandato contro i campi minati avversari: persa di vista, la formazione austroungarica poté allontanarsi senza problemi.

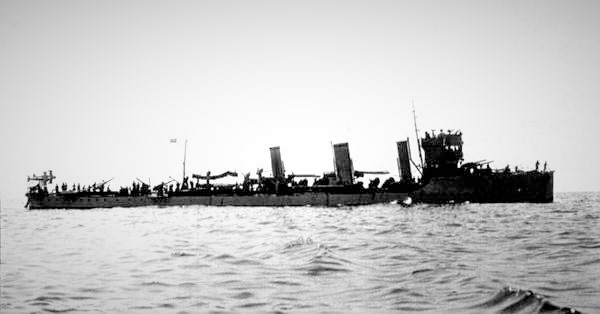
La nave nella foto ufficiale

Il 28 novembre Sirtori, Stocco, Acerbi, Orsini, Animoso, Ardente, Ardito, Abba ed Audace, insieme agli esploratori Aquila e Sparviero, partirono da Venezia e, insieme ad alcuni idrovolanti di ricognizione, si posero alla ricerca di una formazione austroungarica che aveva attaccato le coste italiane. I cacciatorpediniere Triglav, Reka e Dinara e le torpediniere TB 78, 79, 86 e 90 avevano infatti danneggiato un treno e le linee ferroviaria e telegrafica alle foci del Metauro, mentre un secondo gruppo, composto dai cacciatorpediniere Dikla, Streiter ed Huszar e da quattro torpediniere, aveva infruttuosamente attaccato dapprima Porto Corsini e poi Rimini. Le due formazioni si erano poi riunite, iniziando la navigazione di rientro e subendo alcuni attacchi da parte di idrovolanti. Le navi italiane dovettero rinunciare all'inseguimento allorché giunsero in vista di quelle nemiche nei pressi di Capo Promontore, troppo vicino a Pola, principale base navale austroungarica.

#### 1918
Il 10 febbraio 1918 la nave fu inviata a Porto Levante insieme all'esploratore Aquila ed ai cacciatorpediniere Stocco, Acerbi, Ardente ed Ardito (la formazione era al comando del capitano di fregata Pietro Lodolo, e per alcune fonti ne faceva parte anche il MAS 18) per fornire eventuale appoggio all'incursione di MAS divenuta poi nota come beffa di Buccari. Le navi, ormeggiatesi a Porto Levante, si tennero pronte ad intervenire per ordine del Comando in Capo di Venezia (per altre fonti incrociarono con funzioni di protezione), ma il loro intervento non fu necessario.
Nella notte tra il 13 ed il 14 maggio dello stesso anno il Sirtori, lo Stocco, l'Acerbi, l'Orsini e l'Animoso, insieme alle torpediniere costiere 9 PN e 10 PN ed ai MAS 95 e 96, fornirono supporto al fallimentare tentativo di attacco del barchino silurante «Grillo» contro la base di Pola. L'operazione, al comando del capitano di fregata Costanzo Ciano, era già stata tentata ma interrotta nelle notti tra l'8 ed il 9 aprile, tra il 12 ed il 13 aprile, tra il 6 ed il 7 maggio, tra il 9 ed il 10 maggio e tra l'11 ed il 12 maggio. Le navi lasciarono Venezia alle 17.30 del 13 maggio. I MAS rimorchiavano il barchino «Grillo», il cui rimorchio, giunti nel punto previsto, venne lasciato alle 2.18. L'attacco del «Grillo» si svolse tra le 3.16 e le 3.18, senza conseguire risultati e portando alla distruzione del barchino. I MAS, illuminati dai proiettori alle 3.35 e poi alle 3.40, si allontanarono e si riunirono ai cacciatorpediniere in appoggio alle cinque del mattino, dirigendo quindi per tornare in porto.
Nella notte tra il 1º ed il 2 luglio 1918 i cacciatorpediniere Sirtori, Stocco, Acerbi, Orsini, Giuseppe Missori, Giuseppe La Masa ed Audace fornirono supporto a distanza ad una formazione composta da sette torpediniere (la squadriglia composta dalle torpediniere costiere 64 PN, 65 PN, 66 PN, 40 PN e 48 OS, più, in appoggio, le torpediniere d'alto mare Climene e Procione) che bombardò le linee austro-ungariche tra Cortellazzo e Caorle (procedendo a bassa velocità tra le due località) e simulò poi uno sbarco (allo scopo furono impiegate le torpediniere 15 OS, 18 OS e 3 PN ed alcuni pontoni da sbarco fittizi a rimorchio) per distrarre le truppe nemiche e favorire l'avanzata italiana. Il gruppo dei cacciatorpediniere si scontrò anche con i cacciatorpediniere austroungarici Csikós e Balaton e con due torpediniere (la TB 83F e la TB 88F), in mare a supporto di un attacco aereo su Venezia: le unità avversarie, partite da Pola nella tarda serata del 1º luglio, erano state infruttuosamente attaccate con un siluro da un MAS (lanciato contro il Balaton, che aveva una caldaia in avaria) alle prime luci dell'alba del 2 luglio. I cacciatorpediniere italiani giunsero in vista di quelli austriaci alle 3.10 ed aprirono il fuoco, provocando l'immediata reazione delle artiglierie delle unità austroungariche: ne seguì un breve scambio di cannonate, durante il quale le navi avversarie, specie il Balaton, ebbero alcuni danni. Da parte italiana lo Stocco rimase danneggiato, con alcuni morti e feriti tra l'equipaggio ed un incendio a bordo che lo costrinse a fermarsi, privando la formazione italiana anche dell'Acerbi, fermatosi a sua volta per assistere la nave gemella.

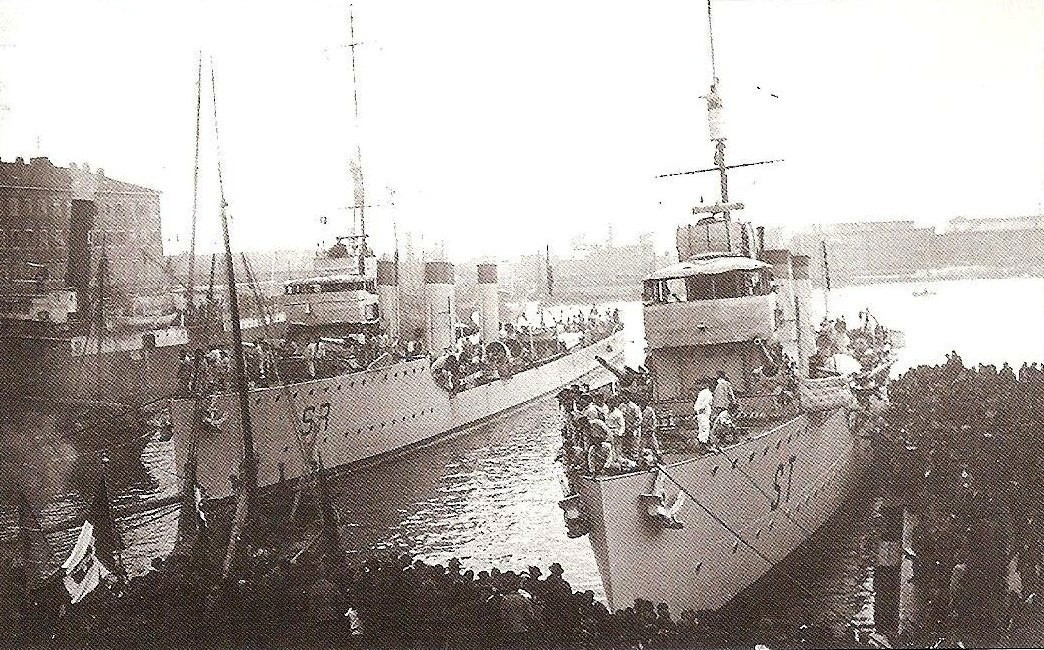
L'arrivo di Sirtori (a sinistra) e Stocco a Fiume, il 4 novembre 1918

Il Balaton, colpito da diversi proiettili sul ponte di prua, si portò in posizione più avanzata, mentre Missori, Audace e La Masa si scontravano con il Csikós e le due torpediniere: entrambe le formazioni lanciarono i propri siluri senza risultato, mentre il Csikós fu colpito da un proiettile nel locale caldaie poppiero ed anche le due torpediniere furono colpite da un proiettile ciascuno. Dopo qualche tempo le unità italiane si allontanarono e proseguirono nel loro compito, mentre quelle austriache ripiegavano verso Pola.
Nella mattinata del 4 novembre 1918 il Sirtori, lo Stocco, l'Acerbi e l'Orsini salparono da Venezia insieme alla vecchia corazzata Emanuele Filiberto (nave di bandiera del contrammiraglio Rainer, al comando dell'operazione), per prendere possesso di Fiume. Durante la navigazione l'Acerbi e l'Orsini furono distaccate per occupare rispettivamente Abbazia e Lussino, mentre le altre tre unità giunsero a Fiume alle 14 del 4 novembre (avendo preferito non attraversare il Quarnaro nottetempo, stante il pericolo costituito dai campi minati), favorevolmente accolti dalla popolazione italiana (per altra fonte le navi arrivarono a Fiume prima delle 11.30). Dato che la città era assegnata alla Croazia, e non all'Italia, dal patto di Londra, l'occupazione fu soltanto formale, senza sbarchi di truppe, sino al 17 novembre, quando arrivarono altre navi italiane con truppe a bordo. Nei giorni successivi all'arrivo a Fiume il Sirtori, lasciata la città quarnerina, prese possesso anche di Pianosa (l'8 novembre), Volosca (alle otto del mattino dell'11 novembre, dopo che l'Acerbi aveva preso contatto il 4) e Veglia (il 15 novembre).

### Gli anni venti e Trenta
Nel 1920 la nave fu sottoposta a modifiche che videro la sostituzione dei 6 cannoni singoli da 102/35 mm Schneider-Armstrong 1914-15 con quelli del più moderno modello da 102/45 Schneider-Armstrong 1917.

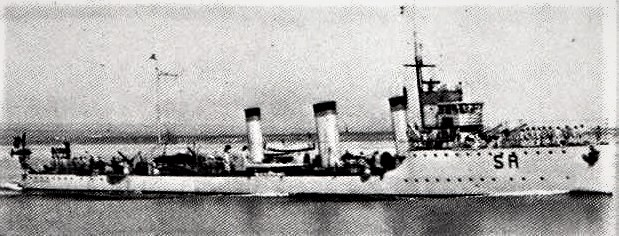
La Sirtori fotografata probabilmente nel periodo interbellico.

Il 20 agosto 1923, durante la crisi di Corfù, il Sirtori lasciò Taranto insieme ai cacciatorpediniere generale Achille Papa, generale Antonio Cantore, generale Antonio Chinotto, generale Marcello Prestinari e Giuseppe La Masa, alle corazzate Duilio ed Andrea Doria, all'esploratore Augusto Riboty, ad un dragamine ed a due navi ausiliarie: tale forza navale, che raggiunse Portolago, nell'isola di Lero, fu posta a protezione del Dodecaneso da eventuali atti di ostilità da parte della Grecia.
Nel 1929 l'unità, insieme ai gemelli Sirtori ed Acerbi ed all'Ippolito Nievo, appartenente alla classe Pilo, formava la X Squadriglia Cacciatorpediniere, che, insieme alla IX (cinque unità) ed all'esploratore Aquila, costituiva la 5ª Flottiglia della Divisione Speciale, che includeva anche l'esploratore Brindisi. Il 1º ottobre 1929 il Sirtori, come tutte le unità similari, fu declassato a torpediniera.
Nei primi anni trenta furono rispettivamente comandante e comandante in seconda della nave il capitano di fregata Ignazio Castrogiovanni ed il tenente di vascello Francesco Dell'Anno, future Medaglie d'oro al valor militare. In questo periodo la nave prestò servizio a Taranto come nave scuola, nel Gruppo Navi Scuola Meccanici.

### La seconda guerra mondiale

#### 1940-1941
All'ingresso dell'Italia nella seconda guerra mondiale, il 10 giugno 1940, la Sirtori apparteneva alla VI Squadriglia Torpediniere con base a Taranto, che formava insieme alle vecchie torpediniere Stocco, Rosolino Pilo e Giuseppe Missori. La nave fu impiegata in missioni di scorta e pattugliamento antisommergibile. Successivamente l'unità fu dislocata a Tripoli ed impiegata per missioni di scorta convogli, caccia antisom e salvataggio naufraghi.

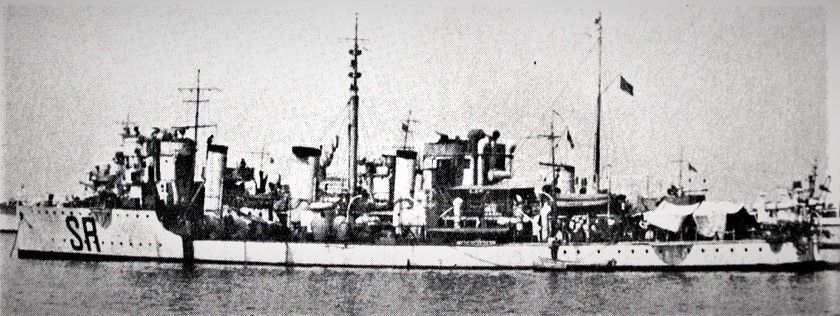
Un'altra immagine della torpediniera.

Il 29 luglio 1941 la Sirtori si aggregò alla scorta del convoglio «Ernesto», composto dai piroscafi Nita, Nirvo, Ernesto, Castelverde ed Aquitania e dalla cannoniera Palmaiola. Tale convoglio aveva lasciato Tripoli per Napoli il 27 luglio, alle sette del mattino, con la scorta diretta dei cacciatorpediniere Folgore, Saetta, Fuciliere ed Alpino (cui il 28, alle 18.15, si era aggiunto anche il Fulmine) e la protezione a distanza costituita dagli incrociatori leggeri Giuseppe Garibaldi e Raimondo Montecuccoli e dai cacciatorpediniere Granatiere e Bersagliere. Il 28 luglio, alle 19.55, il Garibaldi era stato silurato e gravemente danneggiato, in posizione 38°04' N e 11°57' E, dal sommergibile britannico Upholder, pertanto, alle 20.20, anche il Fuciliere e l'Alpino erano stati distaccati dalla scorta del convoglio per proteggere l'incrociatore colpito, che arrivò a Palermo alle 6.30 del 29. La Sirtori venne perciò inviata a rinforzare la scorta del convoglio, ridottasi ai soli Folgore e Saetta: nonostante un attacco, alle 15.53 dello stesso 29 luglio, da parte del sommergibile olandese O 21, che lanciò un siluro in posizione 39°51' N e 13°46' E, senza colpire il bersaglio (il siluro non venne nemmeno notato dalle navi della scorta), le navi giunsero a Napoli il 30, alle 3.10.

La Sirtori in bacino di carenaggio.

Il 17 agosto 1941, alle 00.30, la Sirtori lasciò Napoli, unitamente ai cacciatorpediniere Freccia, Dardo ed Euro ed alle torpediniere Procione e Pegaso, per scortare a Tripoli un convoglio formato dai mercantili Maddalena Odero, Nicolò Odero, Caffaro, Giulia, Marin Sanudo e Minatitlan: tra le 20.45 e le 21 del giorno stesso il sommergibile olandese O 23, a nord della Sicilia e 17 miglia a sud di Lampione, silurò il Maddalena Odero, che diresse per quindi Lampedusa rimorchiato dalla Pegaso e scortato dalla Sirtori. Alle sette del mattino del 18 il Maddalena Odero fu portato all'incaglio a Cala Croce (Lampedusa), ma alle 13.30 del giorno stesso la nave fu attaccata da cinque bombardieri Bristol Blenheim del 105th Squadron della Royal Air Force: incendiato, il piroscafo, carico di munizioni, esplose, investendo ed affondando anche la cannoniera Maggiore Macchi della Guardia di Finanza, che gli stava fornendo assistenza. Le altre unità giunsero a Tripoli il 19, alle 17.30.
Il 5 dicembre i piroscafi Vertuno e Tigrai, dei quali la torpediniera costituiva la scorta, vennero infruttuosamente attaccati con tre siluri, in posizione 37°48' N e 16°05' E (nello stretto di Messina), dal sommergibile HMS Ultimatum.
Il 13 dicembre 1941 la Sirtori partecipò, insieme alla torpediniera Cigno ed a quattro MAS, alle operazioni di recupero dei 645 superstiti dei due incrociatori leggeri Alberico da Barbiano e Alberto di Giussano, affondati da cacciatorpediniere inglesi al largo di Capo Bon durante un trasporto di benzina.

#### 1942
Il 5 marzo 1942 la Sirtori, insieme al cacciatorpediniere Sebenico ed alla torpediniera San Martino, scortò da Corfù a Patrasso i piroscafi Goggiam e Leonardo Palomba.

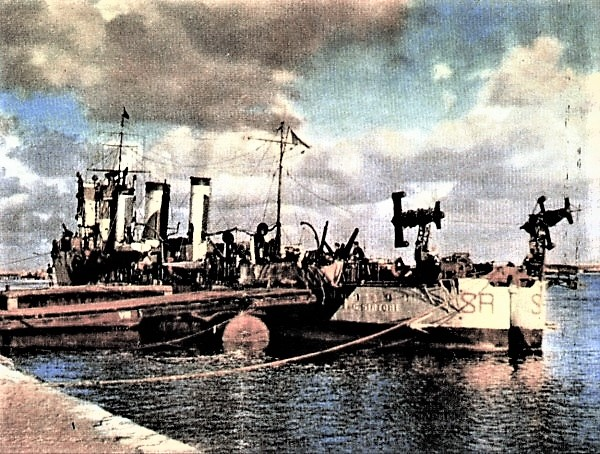
La torpediniera con colorazione mimetica, in una foto a colori.

Nel corso del 1942 la Sirtori subì lavori di rimodernamento che videro l'eliminazione di due pezzi da 102/45 e l'imbarco di due scaricabombe di profondità.
Il 3 settembre 1942 la torpediniera prese a rimorchio la moderna motonave Monti, aerosilurata il giorno precedente sulla rotta Messina-Crotone (a 3 miglia per 090º da Roccella Ionica), e la portò ad incagliare nei pressi della Fiumara Condoiani (Sant'Ilario dello Ionio), permettendone il salvataggio.
Il 17 ottobre 1942, alle 4.10, la nave lasciò Napoli insieme ai cacciatorpediniere Maestrale e Grecale ed alla torpediniera Giuseppe Dezza, per scortare a Tripoli la nave cisterna Panuco. L'indomani il sommergibile britannico Una attaccò infruttuosamente con siluri la motocisterna a nord di Catania, mentre in seguito si verificò anche un attacco aereo, ed il convoglio diresse su Taranto, arrivandovi alle due di notte del 20 ottobre.
Il 13 ed il 14 novembre dello stesso anno il piroscafo Savigliano, che la Sirtori stava scortando verso la Tunisia, fu la prima nave ad essere attaccata su tali rotte, sulle quali era da poco iniziato il traffico in vista della caduta della Libia: nei due giorni il mercantile fu attaccato due volte da sommergibili, uscendone indenne in entrambi i casi.
Alle 10.40 del 16 dicembre 1942 l'unità lasciò Biserta insieme alla moderna torpediniera di scorta Groppo, per scortare a Napoli i piroscafi Campania e Rhea. Alle 17.30 del giorno stesso il sommergibile britannico United attaccò il convoglio una quarantina di miglia a nord di Capo Bon, ma nessuna nave fu colpita ed il convoglio giunse indenne a Napoli alle 20.30 del 17.

#### 1943
Nel 1943 la nave fu assegnata al III Gruppo Torpediniere del Dipartimento Militare Marittimo «Ionio e Basso Adriatico», insieme alle similari Giuseppe Missori, Francesco Stocco, Giuseppe Cesare Abba, Enrico Cosenz e Giuseppe Dezza.
Il 27 giugno 1943 la Sirtori scortò da Patrasso a Brindisi, insieme alla gemella Stocco ed al piccolo incrociatore ausiliario Rovigno, i piroscafi Milano, Quirinale e Campidoglio, mentre tre giorni più tardi Sirtori e Rovigno furono di scorta ai piroscafi Ezilda Croce e Giorgio Brunner in navigazione da Bari a Patrasso, via Corfù. Il 13 luglio la torpediniera scortò da Bari a Valona il piroscafo Cesco.
Il 13 settembre, successivamente alla proclamazione dell'armistizio, la Sirtori e la gemella Stocco furono inviate a Corfù per supportare la guarnigione italiana dell'isola nella difesa dagli attacchi tedeschi (in particolare l'isola e la città erano continuamente sottoposte ad incursioni da parte della Luftwaffe). L'indomani, tuttavia, bombardieri tedeschi Junkers Ju 87 «Stuka» colpirono la Sirtori, che, pesantemente danneggiata, fu fatta incagliare sulla spiaggia di Potamos (Corfù).
Il 25 settembre 1943, alla caduta dell'isola, l'equipaggio della torpediniera minò e fece saltare in aria la propria nave, per evitarne la cattura da parte delle forze tedesche.